# كأس الخليج للأندية 1983
بطولة الأندية الخليجية الثانية هي النسخة الثانية من بطولة الأندية الخليجية لأندية دول مجلس التعاون الخليجي. أقيمت عام 1983 وفاز بها فريق الاتفاق السعودي. اقيمت المباراة بنظام الذهاب والاياب وشارك فيها 6 أندية.

## المباريات
بلغ عدد المباريات 13 مباراة حيث تم تقسيم الاندية الستة إلى مجموعتين، كل مجموعة 3 اندية تلعب كل مجموعة ذهاب واياب 6 مباريات، بمجموع 12 مباراة، وبالاضافة للمباراة النهائية.
|    | المجموعة | التاريخ               | الفريق 1               | النتيجة | الفريق2                |
| 1  | الثانية  | الخميس 17 نوفمبر 1983 | المحرق - البحرين       | 1 : 0   | العربي - قطر           |
| 2  | الأولى   | الجمعة 18 نوفمبر 1983 | العربي - الكويت        | 5 : 0   | شباب الأهلي - الإمارات |
| 3  | الأولى   | الخميس 24 نوفمبر 1983 | ظفار - عمان            | 0 : 3   | العربي - الكويت        |
| 4  | الثانية  | الجمعة 25 نوفمبر 1983 | الاتفاق - السعودية     | 0 : 0   | المحرق - البحرين       |
| 5  | الثانية  | الخميس 1 ديسمبر 1983  | العربي - قطر           | 2 : 0   | الاتفاق - السعودية     |
| 6  | الأولى   | الجمعة 2 ديسمبر 1983  | ظفار - عمان            | 0 : 1   | شباب الأهلي - الإمارات |
| 7  | الأولى   | الخميس 8 ديسمبر 1983  | شباب الأهلي - الإمارات | 2 : 1   | العربي - الكويت        |
| 8  | الثانية  | الجمعة 9 ديسمبر 1983  | العربي - قطر           | 0 : 1   | المحرق - البحرين       |
| 9  | الأولى   | الخميس 15 ديسمبر 1983 | العربي - الكويت        | 3 : 0   | ظفار - عمان            |
| 10 | الثانية  | الجمعة 16 ديسمبر 1983 | المحرق - البحرين       | 1 : 2   | الاتفاق - السعودية     |
| 11 | الأولى   | الخميس 22 ديسمبر 1983 | شباب الأهلي - الإمارات | 7 : 1   | ظفار - عمان            |
| 12 | الثانية  | الجمعة 23 ديسمبر 1983 | الاتفاق - السعودية     | 2 : 0   | العربي - قطر           |

#### ترتيب المجموعات
تأهل متصدر كل مجموعة إلى المباراة النهائية.
| المجموعة الأولى  | المجموعة الأولى                      | المجموعة الأولى | المجموعة الأولى | المجموعة الأولى | المجموعة الأولى | المجموعة الأولى | المجموعة الأولى | المجموعة الأولى | المجموعة الأولى | المجموعة الأولى | المجموعة الأولى |
| ---------------- | ------------------------------------ | --------------- | --------------- | --------------- | --------------- | --------------- | --------------- | --------------- | --------------- | --------------- | --------------- |
|                  |                                      |                 |                 |                 |                 |                 |                 |                 |                 |                 |                 |
| ⭐ 1             | العربي الكويت                        |                 | 4               | 3               | 0               | 1               | 12              | 2               | 10              | 6               |                 |
| 2                | شباب الأهلي الإمارات العربية المتحدة |                 | 4               | 3               | 0               | 1               | 10              | 7               | 3               | 6               |                 |
| 3                | ظفار عُمان                            |                 | 4               | 0               | 0               | 4               | 1               | 14              | -13             | 0               |                 |
| المجموعة الثانية |                                      |                 |                 |                 |                 |                 |                 |                 |                 |                 |                 |
| ⭐ 1             | الاتفاق السعودية                     |                 | 4               | 2               | 1               | 1               | 4               | 3               | 1               | 5               |                 |
| 2                | المحرق البحرين                       |                 | 4               | 2               | 1               | 1               | 3               | 2               | 1               | 5               |                 |
| 3                | العربي قطر                           |                 | 4               | 1               | 0               | 3               | 2               | 4               | -2              | 2               |                 |

## المباراة النهائية
|  | الجمعة 30 ديسمبر 1983 | نادي الاتفاق | 1–0 | النادي العربي | استاد خليفة الدولي، الدوحة، قطر |